# Marija Jewgenjewna Wassilzowa
Marija Jewgenjewna Wassilzowa (russisch Мария Евгеньевна Васильцова; * 22. Juni 1995 in Nowosibirsk) ist eine russische Snowboarderin. Sie startet im Snowboardcross.

## Werdegang
Wassilzowa startete international erstmals im Februar 2011 beim Europäischen Olympischen Winter-Jugendfestival 2011 in Liberec. Dort belegte sie den 11. Platz. Von 2011 bis 2015 nahm sie am Europacup teil. Dabei kam sie siebenmal unter die ersten Zehn und erreichte im Dezember 2013 mit dem sechsten Platz in Cortina d’Ampezzo ihre beste Platzierung. Zu Beginn der Saison 2015/16 debütierte sie in Montafon im Snowboard-Weltcup und errang dabei den dritten Platz. Im weiteren Saisonverlauf kam sie im Weltcup viermal unter die ersten Zehn und erreichte zum Saisonende den achten Platz im Snowboardcross-Weltcup. Bei den Winter-X-Games 2016 in Aspen errang sie den 12. Platz. In der folgenden Saison kam sie auf den 16. Platz im Snowboardcross-Weltcup. Bei den Snowboard-Weltmeisterschaften 2017 in Sierra Nevada gelang ihr der 17. Platz. Bei den Olympischen Winterspielen 2018 in Pyeongchang errang sie den 18. Platz und bei den Snowboard-Weltmeisterschaften 2019 in Park City den 21. Platz. Anfang März 2019 wurde sie bei der Winter-Universiade in Krasnojarsk Vierte. In der Saison 2020/21 wurde sie russische Meisterin und belegte sie bei den Snowboard-Weltmeisterschaften 2021 in Idre den 17. Platz. Im folgenden Jahr kam sie bei den Olympischen Winterspielen in Peking auf den 23. Platz.

## Teilnahmen an Weltmeisterschaften und Olympischen Winterspielen

### Olympische Winterspiele
- 2018 Pyeongchang: 18. Platz Snowboardcross
- 2022 Peking: 23. Platz Snowboardcross

### Snowboard-Weltmeisterschaften
- 2017 Sierra Nevada: 17. Platz Snowboardcross
- 2019 Park City: 21. Platz Snowboardcross
- 2021 Idre: 17. Platz Snowboardcross

## Weltcup-Gesamtplatzierungen
| Saison  | Platz | Punkte |
| ------- | ----- | ------ |
| 2015/16 | 8.    | 2370   |
| 2016/17 | 16.   | 1040   |
| 2017/18 | 21.   | 1130   |
| 2018/19 | 19.   | 520    |
| 2020/21 | 38.   | 14     |
| 2021/22 | 28.   | 53     |